# Trinidadische Küche
Die trinidadische Küche ist die Küche von Trinidad und Tobago. Sie ist, wie die karibische Küche allgemein, geprägt durch eine Vielzahl von kulturellen Einflüssen.

## Einflüsse
Ihre Ursprünge gehen wie allgemein in der karibischen Küche auf vier Einflüsse zurück: Zu Grunde liegen die Küchen der seit dem ausgehenden 15. Jahrhundert kolonisierenden europäischen Staaten. Diese wurden substanziell beeinflusst durch die Essgewohnheiten der seit dem 16. Jahrhundert in die Karibik verschleppten afrikanischen Sklaven. Einen marginalen Einfluss hat die Küche der ursprünglichen Bewohner der Karibik, der Arawak und Kariben. Durch die räumliche Anbindung an die USA hat in den letzten Jahrzehnten die Küche der Vereinigten Staaten einen spürbaren Einfluss auf die karibische Küche, insbesondere in Bezug auf die Verbreitung von Fast Food. Spezifisch für Trinidad ist ein fünfter Einfluss: Die große Zahl eingewanderter indischstämmiger Arbeiter beeinflusste das Speisenangebot auf den Inseln nachhaltig.

### Arawak und Kariben
Der Einfluss der indianischen Ureinwohner Trinidads auf die heutige Küche ist gering. Sie kultivierten Pflanzen, die heute noch eine wichtige Rolle in der Ernährung spielen: Insbesondere Maniok und Yams, aber auch Mais, Kochbananen, Kürbisse, Melonen, Papayas und Chilis. Sie entwickelten Techniken, die giftigen Glucoside aus Maniok auszukochen und ihn so überhaupt nutzbar zu machen. Der eingedickte Saft ausgekochter Maniokknollen heißt Cassareep und wird heute noch als Zutat des Eintopfgerichts Pepperpot sowie zum Haltbarmachen von Fleisch eingesetzt. Außerdem verfügten die Arawak und Kariben über eine Räuchertechnik namens brabacot, die über das Spanische (barbacao) Namensgeber für das englische Wort barbecue ist. Vor Ankunft der Europäer gab es auf Trinidad im Gegensatz zu allen anderen Karibikinseln Hirsche, die den Speiseplan der Arawak ergänzten, von den Weißen aber ausgerottet wurden.

### Europäer
Im ausgehenden 16. Jahrhundert erfolgte die Besiedelung durch Spanien. Die spanischen Siedler, Kakao- und Tabakpflanzer, führten Birnen, Bohnen, Orangen, Zitronen und Techniken zum Trocknen von Fleisch auf der Insel und damit in die Küche Trinidads ein. Die sich seit 1776 in großer Zahl ansiedelnden Franzosen führten zahlreiche Kräuter, Gewürze und deren Gebrauch ein, so Schnittlauch, Thymian, Anis und Basilikum. Auf die britischen Kolonialherren geht die Ansiedlung des Brotfruchtbaumes zurück, den William Bligh 1793 in die Karibik einführte und der 1797 mit der Eroberung Trinidads durch die Briten auf der Insel angesiedelt wurde. Ebenfalls durch die Briten wurden die Tamarinde, Rüben und Kohl eingeführt, und die auf die Briten zurückgehende Popularität von Marmelade hat sich bis heute erhalten.

### Sklaven
Die Sklaverei wurde in allen britischen Kolonien 1834 abgeschafft. Vorher oblag die tägliche Arbeit auf den Plantagen primär den Sklaven, die aus Westafrika herangeschafft worden waren. Für die Plantagenbesitzer war es günstiger, den Sklaven Selbstversorgung zu gestatten und ihnen hierfür eine kleine Menge Land zur Verfügung zu stellen. Die Sklaven brachten so diverse Früchte und Gemüse, Gerichte und Zubereitungsarten in die spätere trinidadische Küche ein. Angebaut wurden von ihnen z. B. Erbsen, Kochbananen, Kürbisse, Taro und Mais. Im Gegensatz zu allen anderen Karibikinseln konnte sich die Erdnuss als durch Sklaven eingeführtes Nahrungsmittel auf Trinidad nie durchsetzen.

### Indische Kontraktarbeiter
Bedingt durch das Ende der Sklaverei wurde für die die damalige Wirtschaft dominierenden Plantagen möglichst billiger Ersatz für die Sklaven gesucht und in Vertragsarbeitern aus Britisch-Indien gefunden. Ab 1840 wurden Arbeiter in großer Zahl angeworben, die auf mindestens fünf Jahre verpflichtet wurden und dafür fünf Acre Land (= 20.000 m²) versprochen bekamen. Bis zum Ersten Weltkrieg immigrierten so 145.000 indischstämmige Arbeiter nach Trinidad. Nebst dem Wasserbüffel brachten sie das Curry als Zubereitungsart in die trinidadische Küche ein, das bis heute eine dominante Stellung einnimmt. Die indischstämmige Kochbuchautorin Julie Sahni stellte fest, dass sich Currys so in der trinidadischen Küche verankert haben, dass ihr indischer Ursprung auf Trinidad vielerorts nicht einmal mehr bekannt ist.

### Fast Food
Die meisten insularen Karibikstaaten weisen eine kulturelle Anbindung an die ehemaligen Kolonialmächte auf. Trinidad hat diesbezüglich eine sehr wechselvolle Geschichte, befand sich aber von 1797 bis zur Unabhängigkeit 1958 unter der Herrschaft Großbritanniens. Hierdurch festigte sich das Englische als vorherrschende, seit der Selbständigkeit offizielle Sprache der Inseln.
Auf Grund der relativen Armut migrierten seit der Selbständigkeit zahlreiche Trinis. Primäres Migrationsziel waren sprachbedingt englischsprachige Länder mit hoher Wirtschaftsleistung, also die USA, Kanada und Großbritannien. Durch den familiären Austausch zwischen Ausgewanderten und Daheimgebliebenen kamen letztere in Kontakt mit der Kultur des Auswanderungslandes; durch die hohe Zahl an Auswanderern nahm die Kultur der Auswanderungsländer somit Einfluss auf die Kultur Trinidads. In den 1950er-Jahren kam Fast Food in den USA als Trend auf und schwappte in der Folge nach Trinidad über.
Die erste Fast-Food-Kette Trinidads, Royal Castle, öffnete 1968 und war keine Filiale eines US-Unternehmens, sondern eine rein trinidadische Firma mit heute 27 Filialen und 300 Angestellten.

## Traditionelle Gerichte

### Frühstück
Buljol, ein Fischsalat, bedient die Vorliebe der Trinis für deftiges Frühstück.
Der trinidadische Frühstücksklassiker ist das Doubles, ein warmes Gericht aus zwei Teigfladen und etwas Kichererbsencurry, das morgens an mobilen Garküchen oder in Imbissbuden gekauft und verzehrt wird.
Ein traditionelles, an Popularität abnehmendes Sonntagsfrühstück ist Pig foot souse, marinierte und gekochte Schweinefüße in Form einer Suppe.
Saheena sind ausgebackene Plätzchen aus Kirchererbsenmehlteig und Dasheen-Blättern. Eine einfachere Variante ohne eingerollte Dasheen-Blätter, dafür mit Zwiebel und Lauch, heißt Katchourie.

### Suppen und Eintöpfe

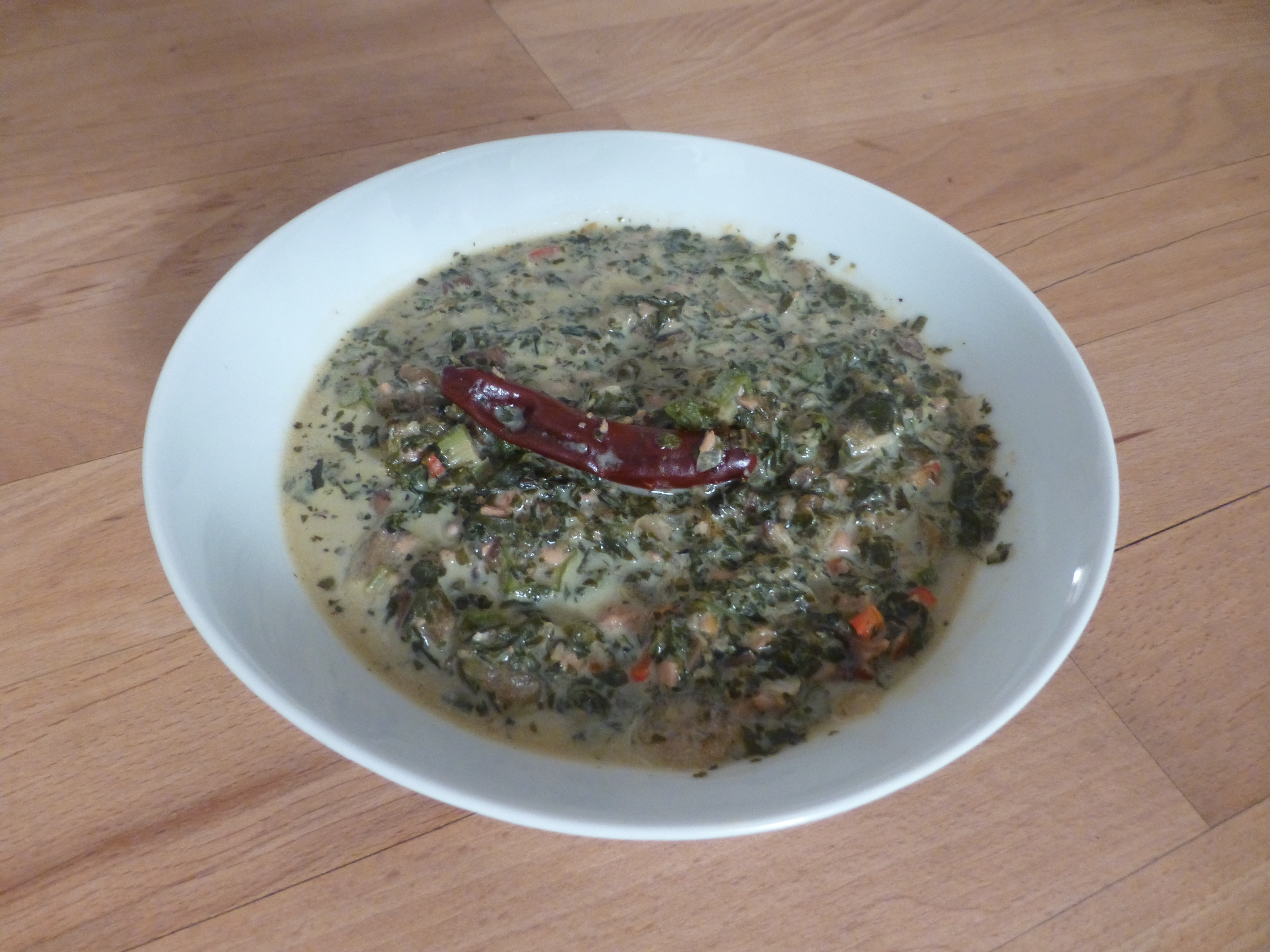
Callaloo

Breadfruit Oil-Down ist ein auch auf Grenada und Barbados beliebter Eintopf auf Basis von Brotfrucht und Kokosmilch. Nationalgericht Trinidads ist Callaloo, eine Suppe auf Basis von Taro-Blättern, Okra und Kokosnussmilch, die oft durch Zugabe auch tierischer Komponenten zu einem Eintopf eingedickt wird. Cow heel soup ist eine herzhafte Suppe, die traditionell samstags gegessen wird und neben den namensgebenden Kuhfüßen auch Mehlklößchen enthält. Eddoes Talkari ist ein einfacher Eintopf auf Basis von Wurzelgemüse. Die Besonderheit des Reisgerichtes Pelau ist, dass das enthaltene Fleisch in Zucker karamellisiert wird. Pepperpot ist ein in der ganzen südlichen Karibik und in Guyana gängiges Eintopfgericht, dessen Zutaten von Insel zu Insel stark variieren und das auf die Arawak zurückgeht. Auf Trinidad ist Cassareep eine der wichtigsten Zutaten. Im Volksmund wird kolportiert, dass ein Pepperpot in privaten Haushalten mitunter durch Abessen und anschließende Auffüllung mit neuen Zutaten über Tage oder Wochen kontinuierlich erneuert wird, hierfür fehlen aber Belege. Sancoche ist ein auf die Sklaven zurückgehender Eintopf mit Erbsen, Wurzelgemüsen und Fleisch, der gemeinsame Wurzeln mit der Sancocho-Suppe in Lateinamerika aufweist, aber auf anderen Zutaten beruht.

### Imbissgerichte
Aloo Pie ist eine gefüllte und frittierte Teigtasche.
Bake and Shark ist ein mit mariniertem und frittiertem Hai gefülltes Fladenbrot und wird primär mit Imbissständen am Maracas-Strand assoziiert.
Geera Pork sind kleine Stücke vom Schwein, die in einer auf geröstetem Kreuzkümmel (Geera) basierenden Gewürzmischung mariniert und dann angebraten und gegart werden. Geera Pork zählt zu den Cutters, würzigen kleinen Snacks, die in Bars oft kostenlos zum Getränk gereicht werden, um den Durst anzuregen.
Ein Erbe der ersten spanischen Siedler sind die Pastelles, den Tamales ähnliche, gefüllte Taschen aus Maisteig, die in Soharee- oder Bananenblätter gehüllt serviert werden und ein traditionelles Weihnachtsessen darstellen.
Pholourie, auch unter diversen anderen Schreibweisen bekannt, sind frittierte Teigbällchen, die mit Chutneys serviert werden.
Das Roti ist neben dem Doubles das beliebteste Imbissgericht auf Trinidad. Es besteht aus einem in ein dünnes Fladenbrot eingeschlagenem Curry und geht auf indische Einwanderer zurück.

### Beilagen und Saucen
Black Pudding ist eine ursprünglich mit Schweineblut hergestellte Blutwurst, die meist als Beilage serviert wird, z. B. zu Pig foot souse.
Coconut Bake ist ein leicht süßliches Brötchen, für das Kokosmilch und brauner Zucker verwendet werden und das u. a. als Beilage zu stark würzigen Gerichten gereicht wird.
Green Seasoning, seltener Chadon Beni Sauce, ist eine kalte Kräutersauce. Sie ist u. a. Bestandteil des Bake and Shark, wird aber auch als Dip zu z. B. Pholourie gereicht. Namensgebender Hauptbestandteil der würzigen Sauce ist Langer Koriander.
Coo-Coo ist eine Art Pudding aus Maismehl mit Okra.
Hops sind einfache, weiche Brötchen.
Kuchela ist ein Relish auf Basis unreifer Mangos, das als Beilage zu Currys und als Topping für Imbissgerichte genutzt wird.

### Desserts

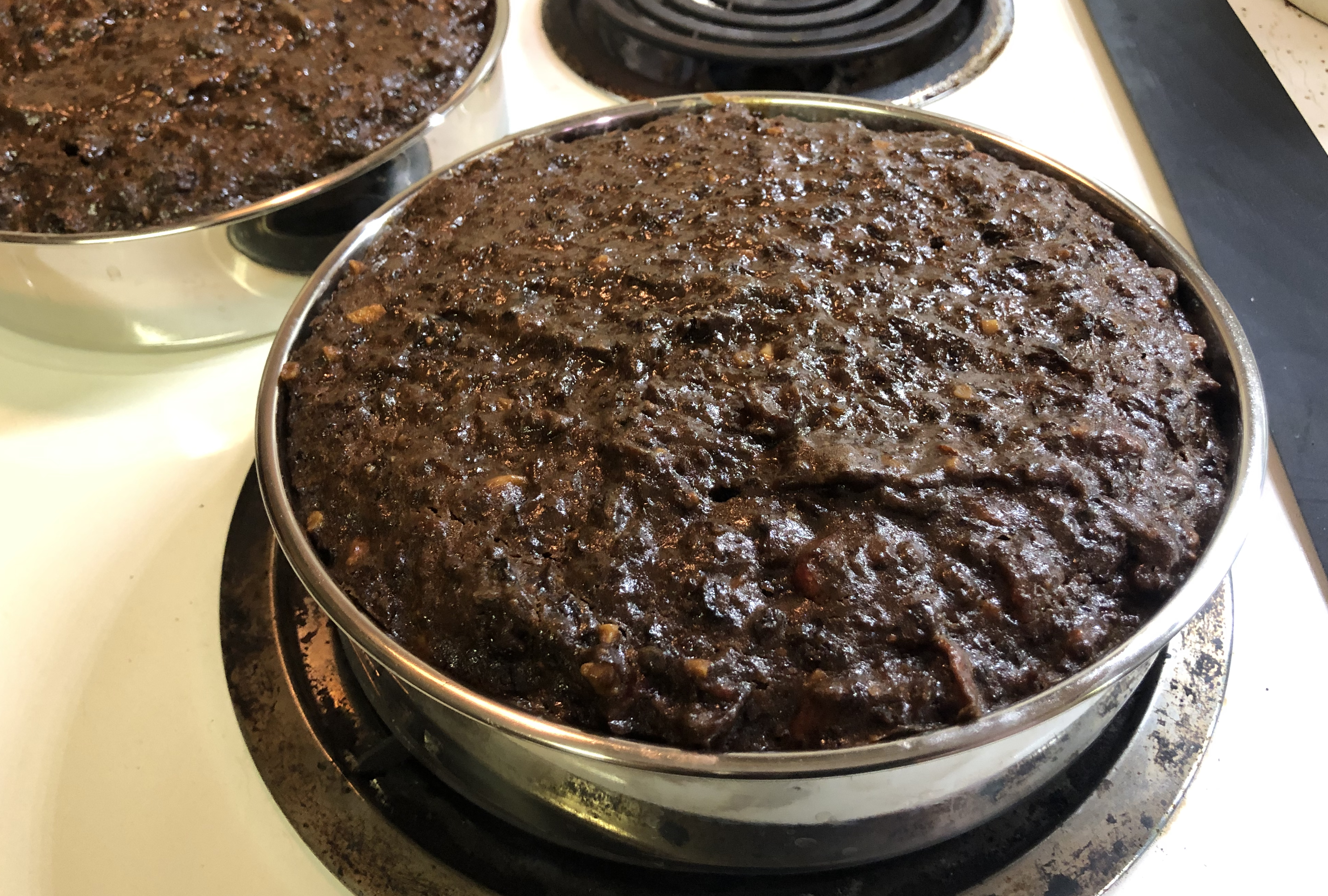
Black cake

Der Black cake ist ein Rumkuchen, der mit der Weihnachtszeit assoziiert wird. Eine einfache, aber weit verbreitete Süßigkeit ist Coconut sweetbread ist ein brotförmiger, stark zuckerhaltiger Kuchen mit Kokosraspeln und kandierten Früchten. Sugar cake, kleine Küchlein auf Basis von Zucker und Kokosraspeln. Ein klassisches Dessert sind Toolums, kleine Bällchen aus Rohrzucker, Melasse und Kokosraspeln, die auf die afrikanischen Sklaven zurückgehen.

## Getränke
Die beliebtesten alkoholischen Getränke sind Rum und Bier; beide werden im Land produziert. Größter Hersteller von Rum ist die Angostura Ltd., die auch das Würzmittel Angosturabitter herstellt. Die bekanntesten Marken sind Old Oak und Vat 19. Trinidad zählt zu den bekannteren Rumexporteuren. Eine trinidadische Spezialität ist der Puncheon Rum, eine Rumvariante mit 75 Volumenprozent Alkoholanteil. Die größte Brauerei des Landes, die Carib Brewery, beschränkt ihr Absatzgebiet größtenteils auf die südliche Karibik, wo sie eine dominante Stellung einnimmt. Die umsatzstärksten Biersorten sind Carib und Stag sowie das in Lizenz abgefüllte Heineken. Ein deutlich geringeres Umsatzvolumen fährt die Samba Brewing Company ein, die ebenfalls international tätig ist und in zehn Länder (u. a. die USA und Kanada) exportiert.
An Softdrinks sind neben global bekannten auch einige einheimische Marken erhältlich, der größte Hersteller ist die Firma S.M. Jaleel. Mauby ist ein süßlich-würziges Erfrischungsgetränk aus Baumrindenextrakt. Aus der Roselle, Sorrel genannt, werden Softdrinks und ein Biermischgetränk hergestellt. Ein industriell in Dosen oder Plastikflaschen abgefüllt wie auch an Straßenständen frisch zubereitet erhältliches Getränk ist der Punch, ein dickflüssiges, stark zuckerhaltiges Milchmixgetränk in unterschiedlichsten Geschmacksrichtungen, von diversen Obstsorten über Erdnuss bis hin zu Knorpeltang.
Saft aus einheimischen oder importierten Früchten macht einen signifikanten Teil des Getränkeangebots aus und wird pur oder als Bestandteil von rum punches getrunken. Gängig, also in den meisten Supermärkten erhältlich, sind nebst importiertem Orangen- und Apfelsaft Säfte aus Soursop (der Frucht der Stachelannone) sowie Guave, Grapefruit, Maracuja und Ananas. Das Wasser der Kokosnuss ist überall in Dosen abgefüllt erhältlich und wird an Straßenständen in Form frisch geöffneter Kokosnüsse mit Strohhalmen verkauft.

## Spezifische Lebensmittel
Pflanzen oder Tierarten, die ausschließlich auf Trinidad vorkommen und eine signifikante Rolle in der Ernährung der Bevölkerung spielen, gibt es nicht. Es gibt aber zahlreiche Pflanzen, die außerhalb der Kleinen Antillen nicht angebaut oder zumindest nicht in den Landesküchen eingesetzt werden, auf Trinidad aber fester Bestandteil der Küche sind. Auf Grund der räumlichen Nähe und der teilweise identischen Kolonialgeschichte bestehen Überschneidungen mit den Küchen angrenzender Karibikinseln sowie der Küche Guyanas. Unterschiede bestehen in dreierlei Hinsicht:
- Bedingt durch unterschiedliche Kolonial- und Einwanderungshistorie ist die Benennung von Pflanzen von Insel zu Insel verschieden, vgl. Mauby.
- Bedingt durch die Adaption von Rezepten der Einwanderer und Sklaven an die lokale Flora und Fauna wurden Ursprungszutaten durch unterschiedliche lokale Zutaten ersetzt, vgl. Callaloo.
- Schließlich werden Pflanzen unterschiedlich genutzt, vgl. Taro, von dem mancherorts nur die Knollen, auf Trinidad aber auch die Blätter genutzt werden.

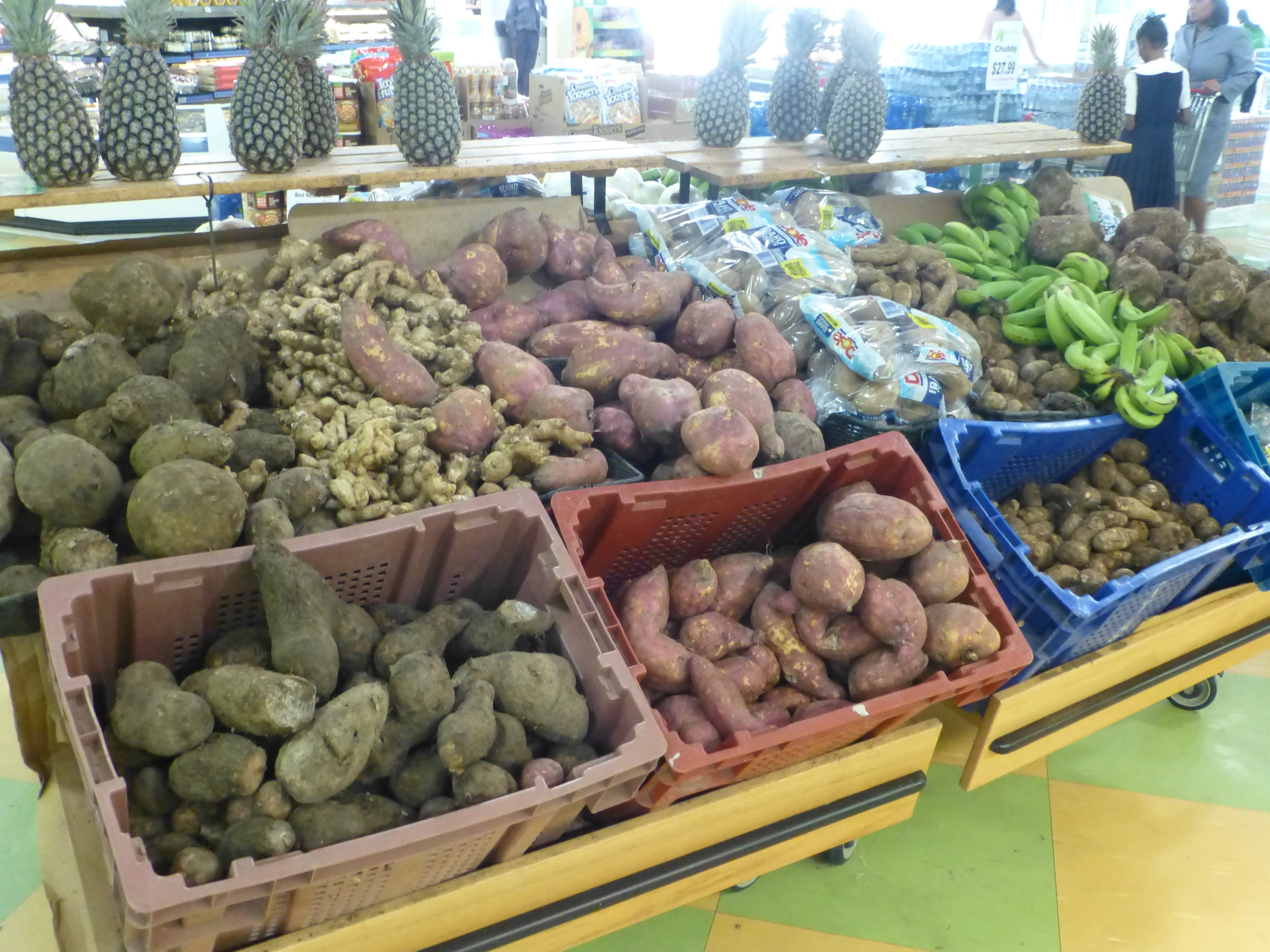
Ground Provisions

Die Taro-Pflanze, auf Trinidad Dasheen genannt, wird in der Landesküche gleich mehrfach eingesetzt. Die großen, elefantenohrförmigen Blätter werden gehäckselt für die Suppe Callaloo genutzt. Die Wurzeln werden gekocht als Beilage oder als Zutat für Suppen und Eintöpfe genutzt. Generell sind Wurzelgemüse in Trinidad sehr beliebte Zutaten und werden unter dem Namen ground provisions zusammengefasst. Neben den Dasheen-Knollen (Colocasia esculenta esculenta) sind Eddo (Colocasia antiquorum), Cassava, Tania (Xanthosoma) und Süßkartoffeln in Supermärkten und an Straßenständen erhältlich.
Obst spielt wie überall in der Karibik eine wichtige Rolle. Früchte, die nicht zu Saft verarbeitet werden und landesweit in Supermärkten oder im Straßenverkauf erhältlich sind und als Snack konsumiert werden, sind u. a. Chenette (Melicoccus bijugatus), Goldpflaume und Wasserapfel.
Im ländlichen Trinidad spielt Selbstversorgung noch eine signifikante Rolle. Gerade in den Mittelgebirgen steht nicht immer geeignetes Weideland zur Verfügung, weshalb wildlebende Tiere eine Abwechslung des Speiseplans darstellen. Bejagt werden u. a. Leguane, Gürteltiere (tatoo genannt) und Agutis, befischt u. a. der Cascadura, ein flussbewohnender Dornwels. Chip-Chip (Donax Striatus) ist eine küstenbewohnende Muschel, die als Zutat für Currys dient.

## Galerie

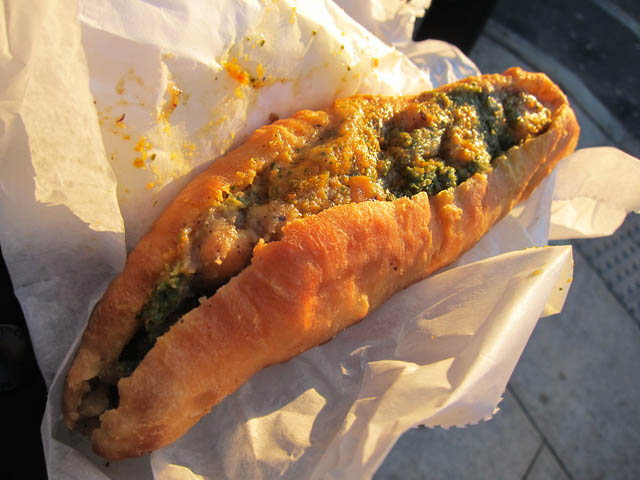
Aloo Pie
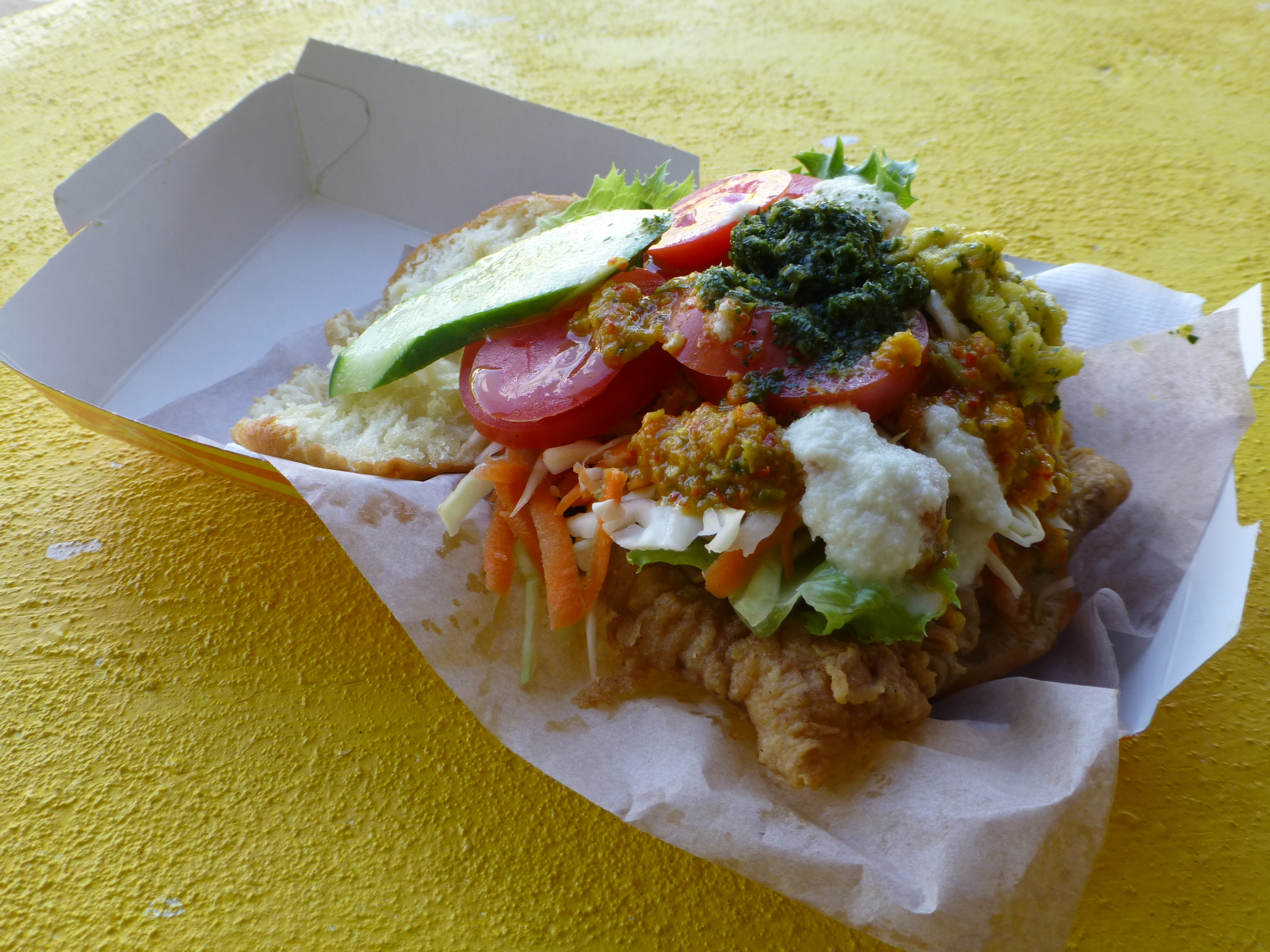
Bake & Shark
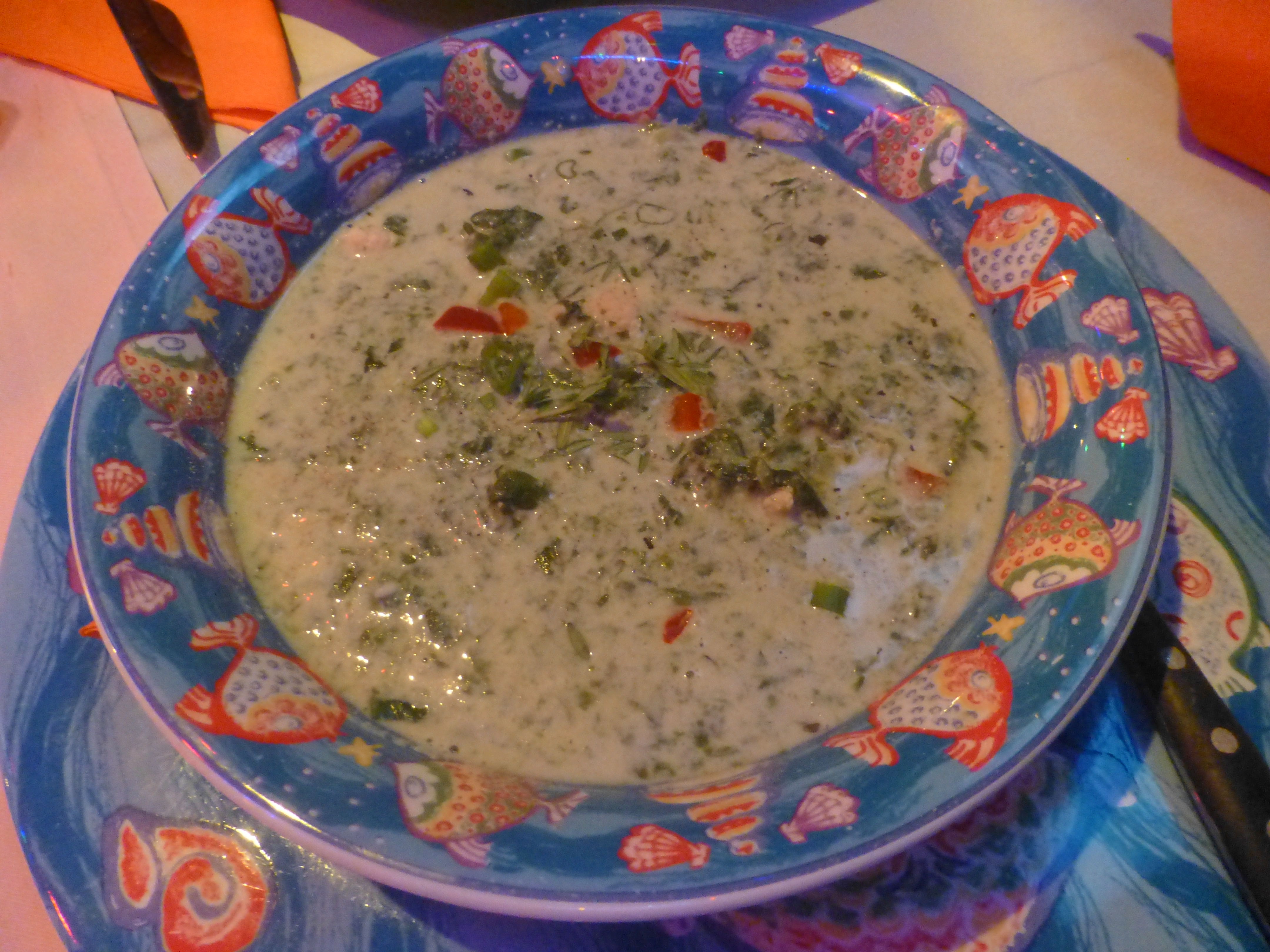
Callaloo
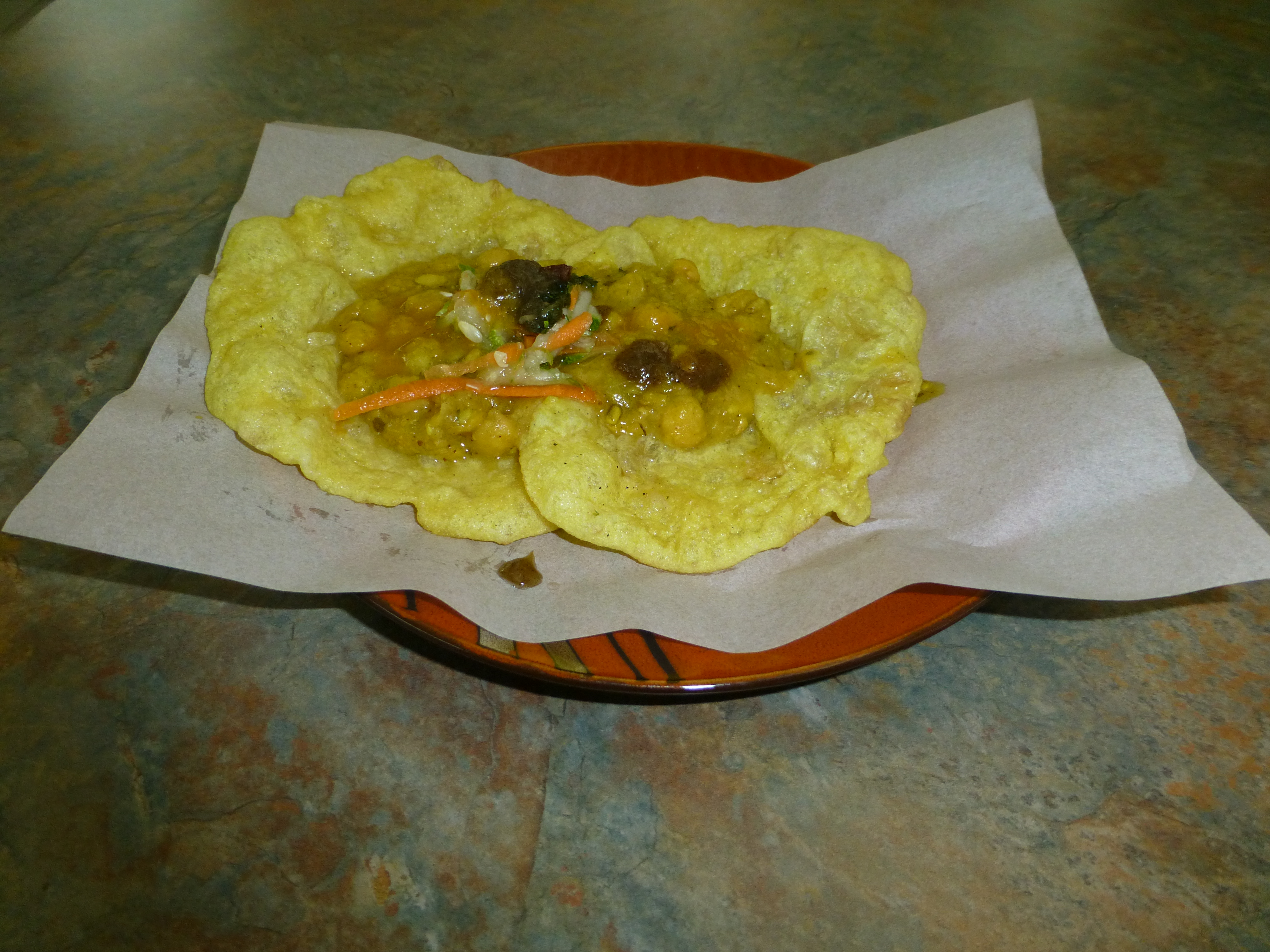
Doubles
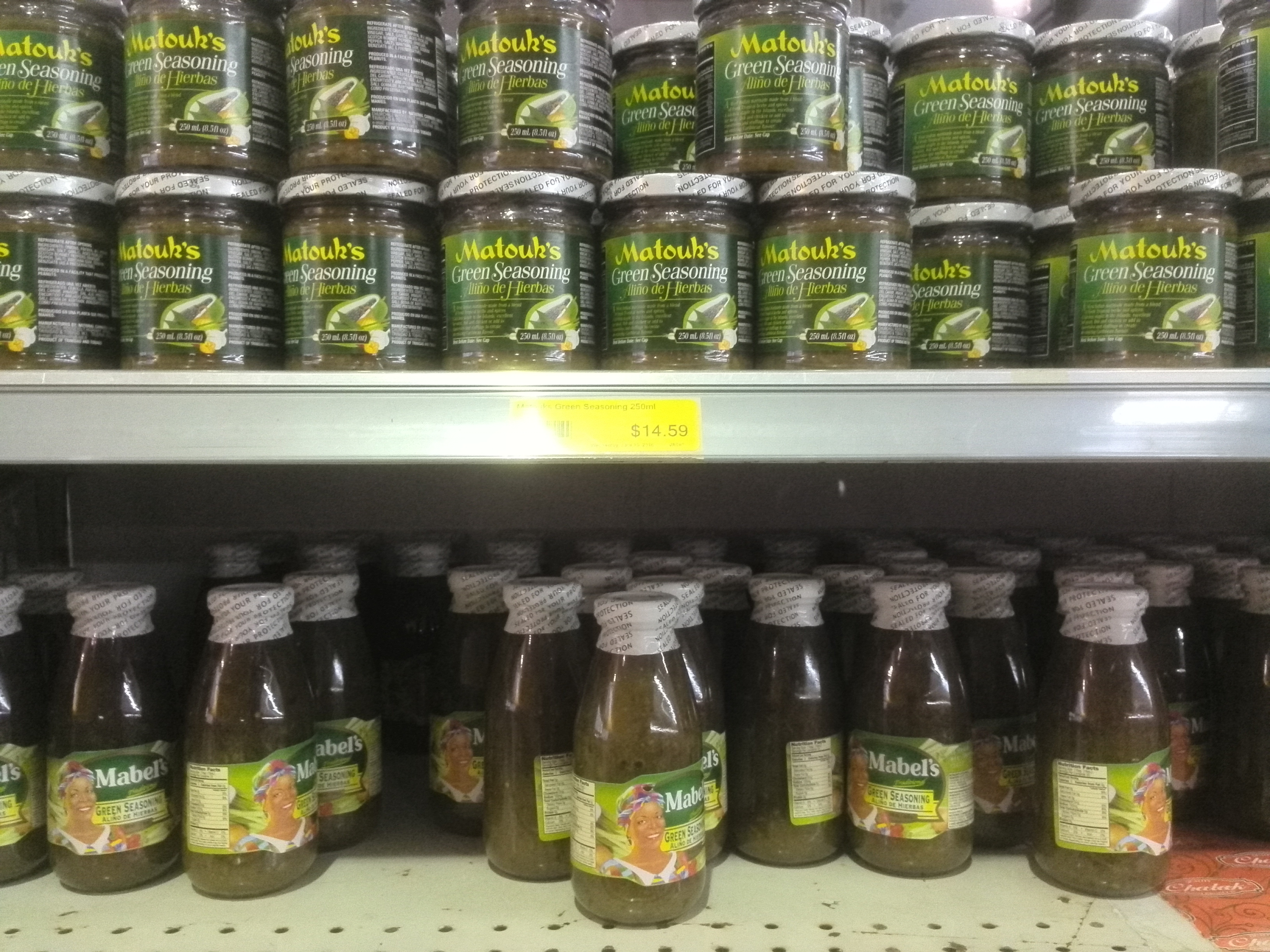
Green Seasoning
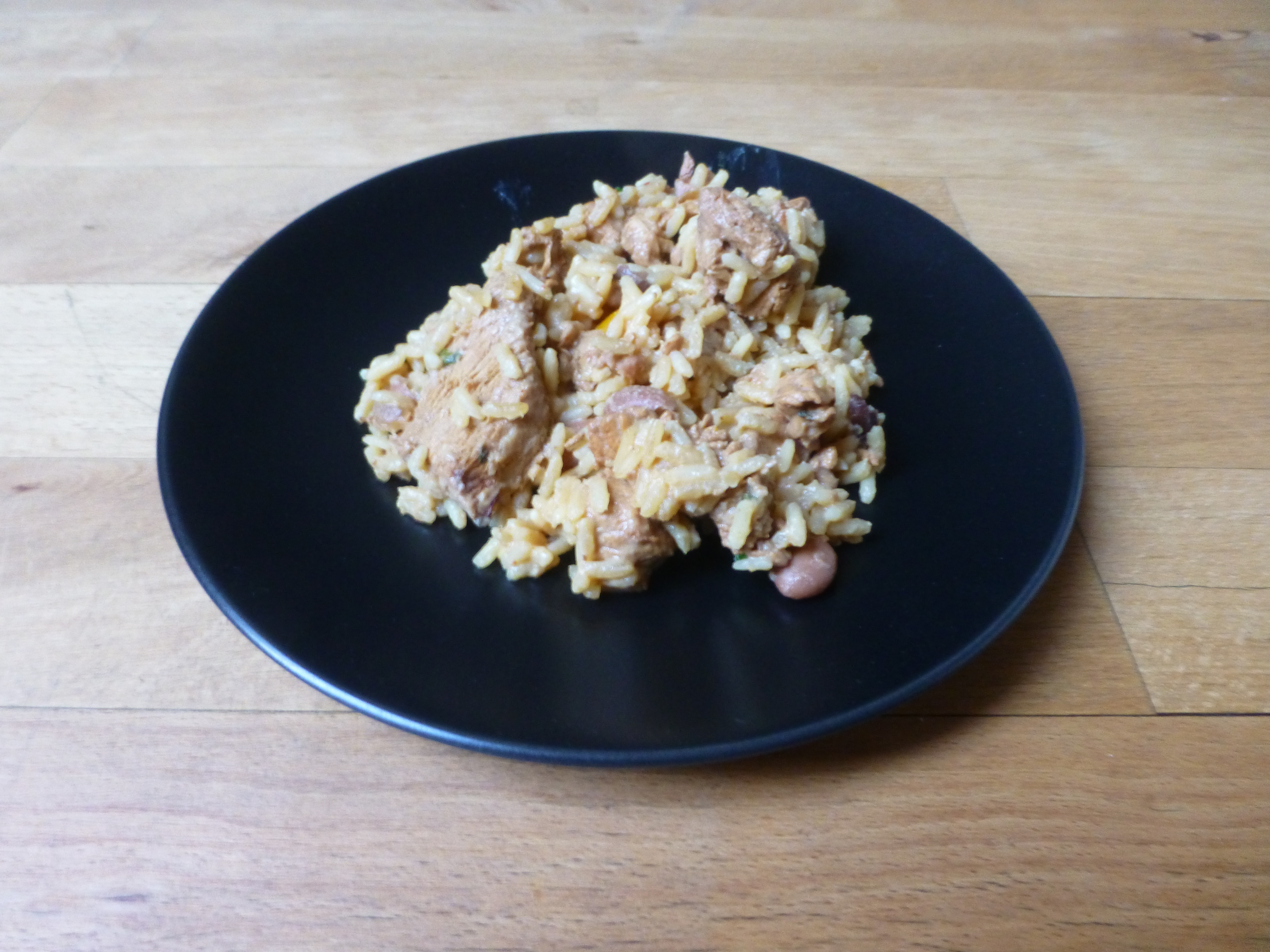
Pelau
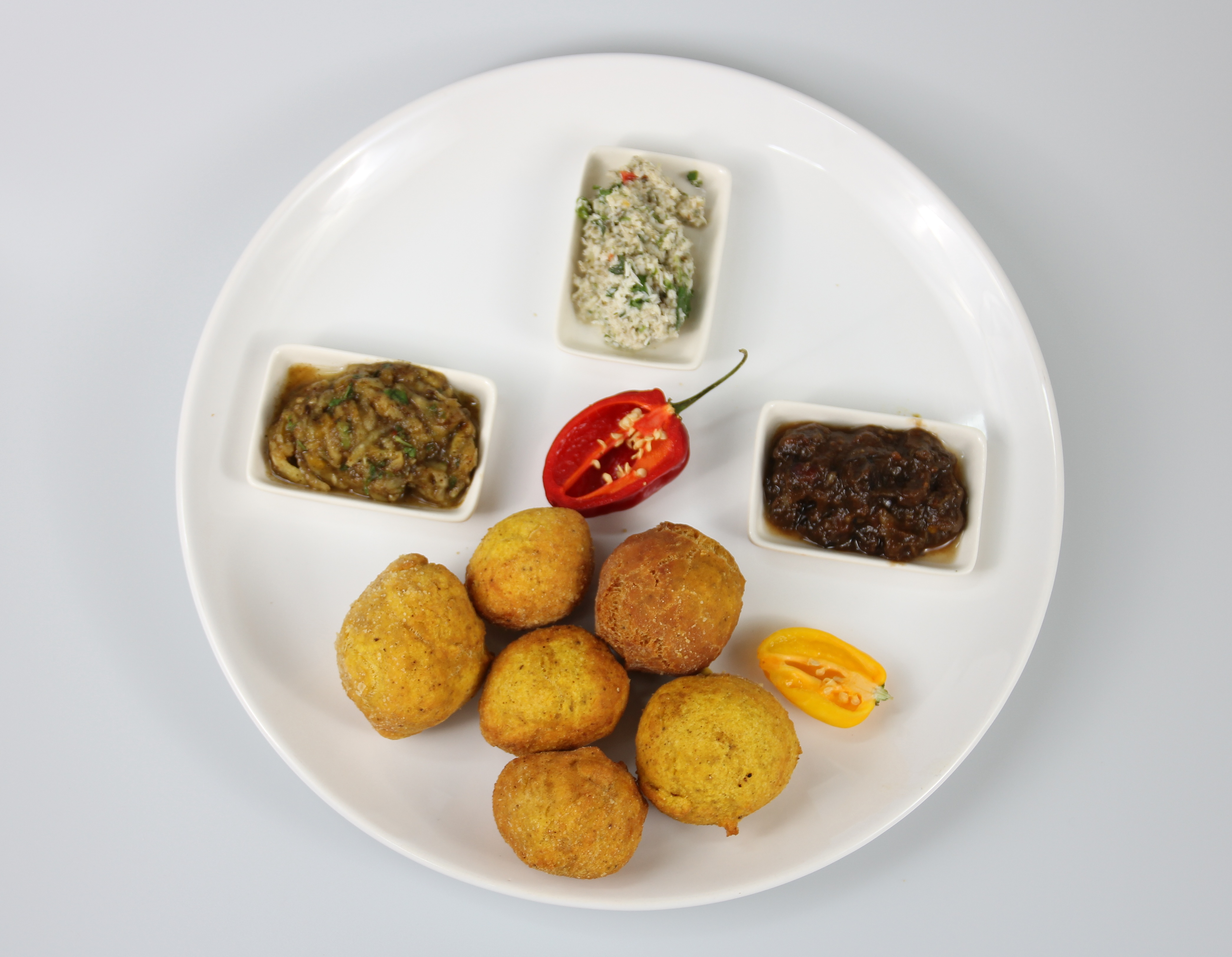
Pholourie
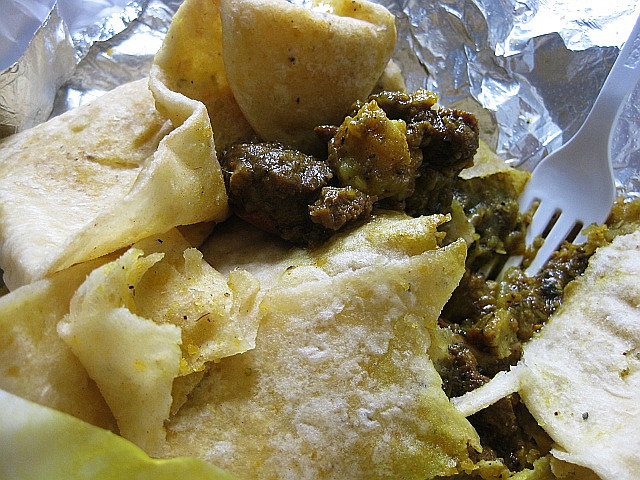
Roti

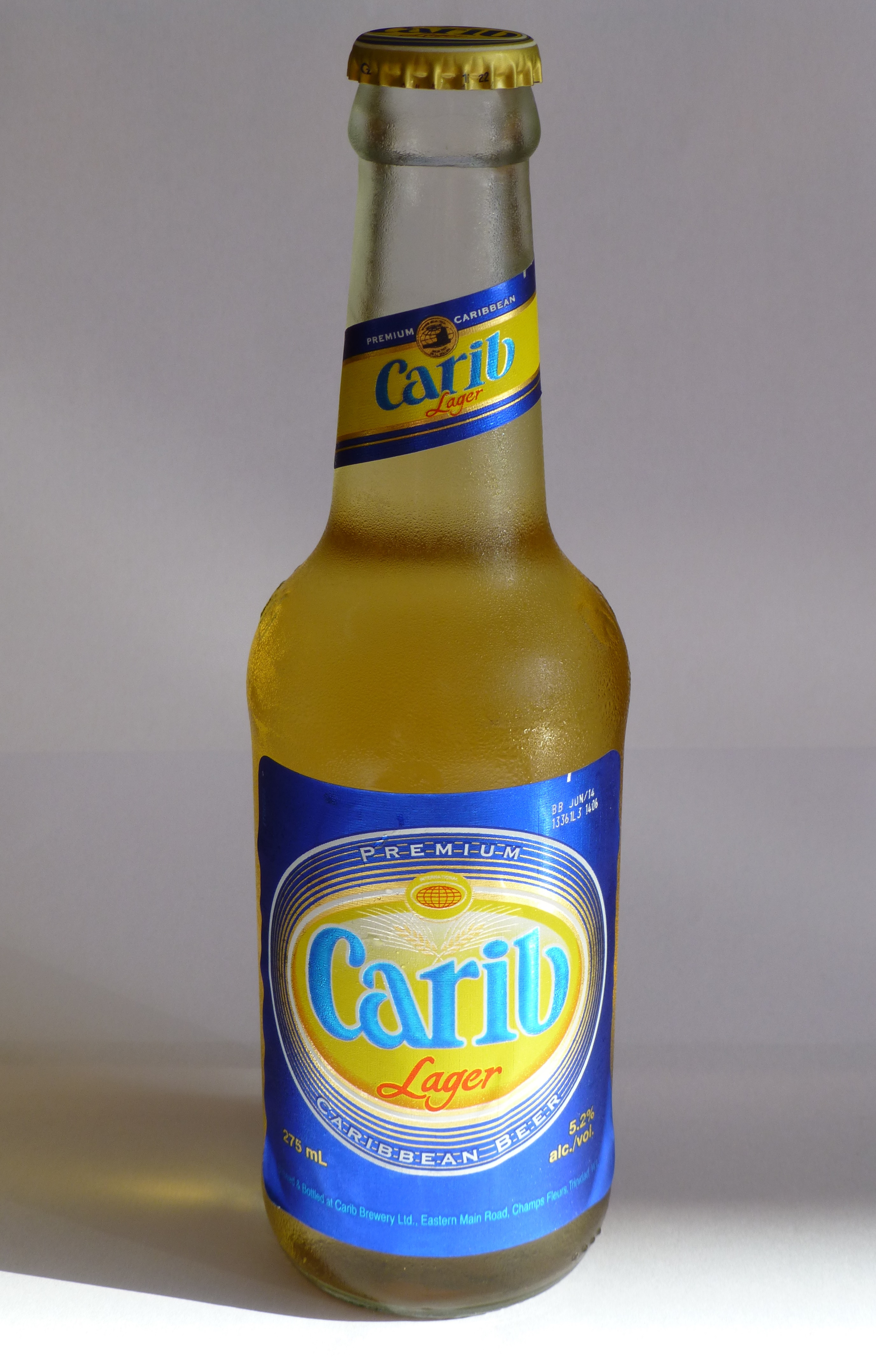
Carib
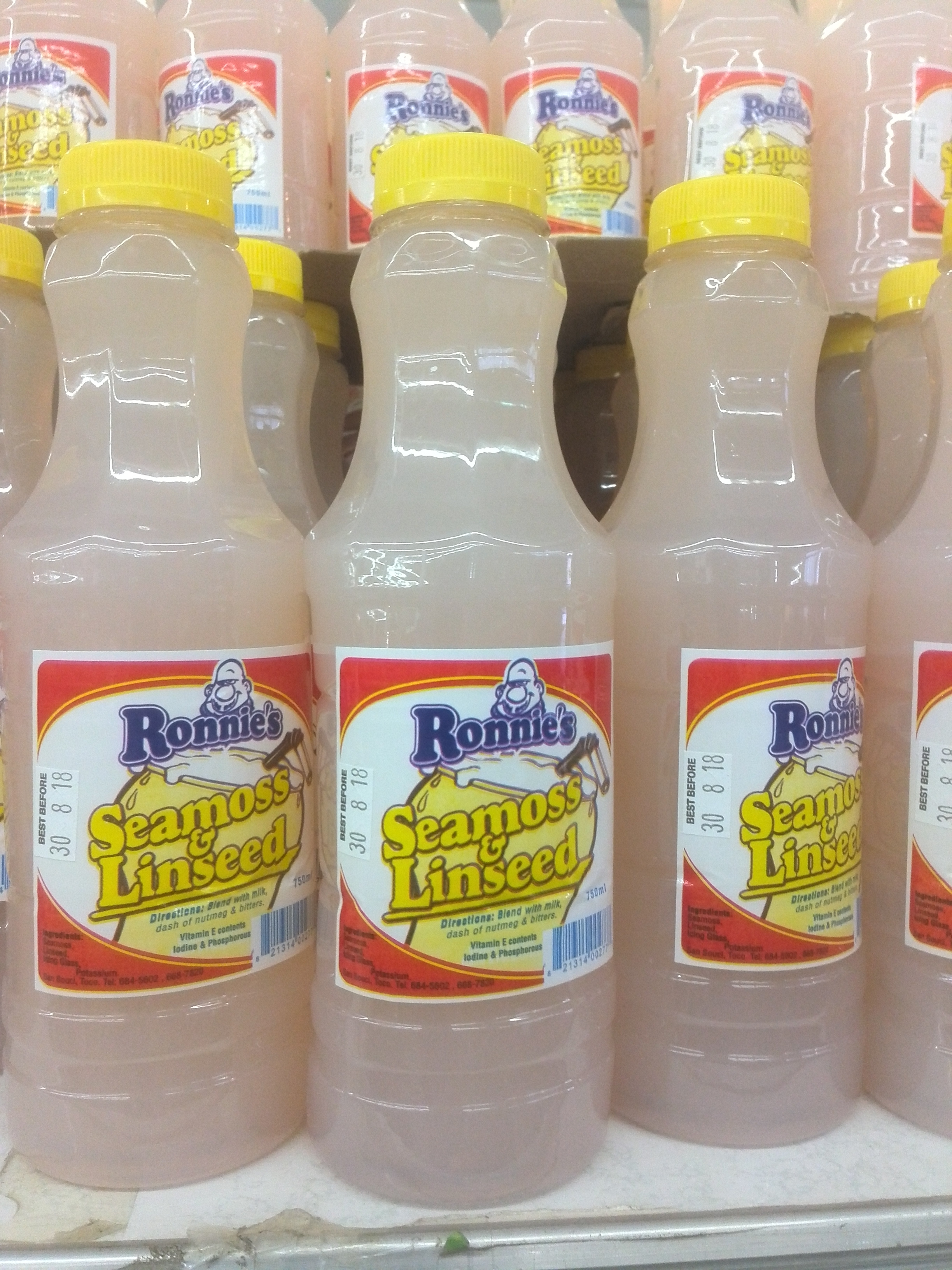
Getränk der Geschmacksrichtung „Knorpeltang und Leinsamen“
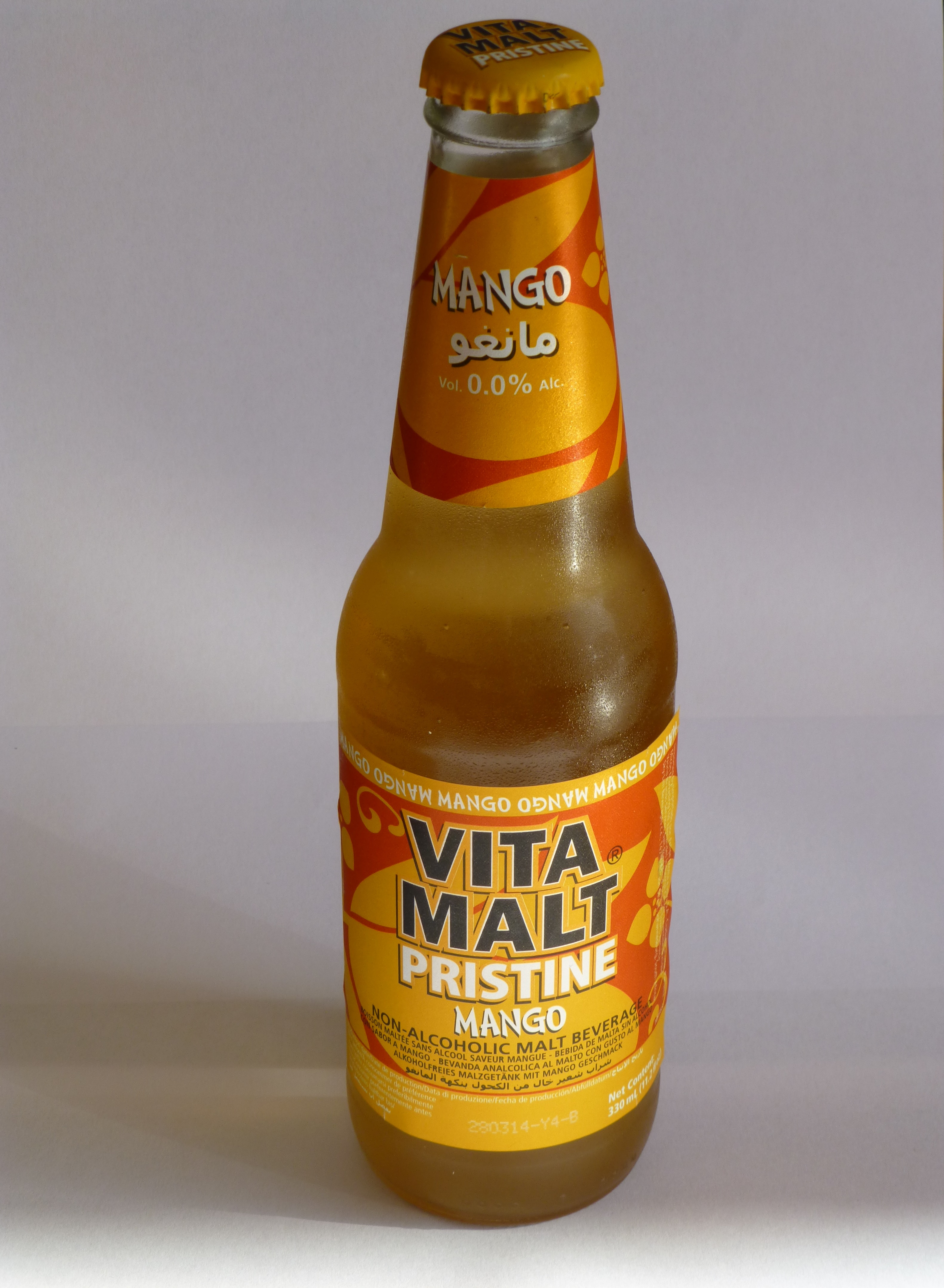
Mangomalzbier
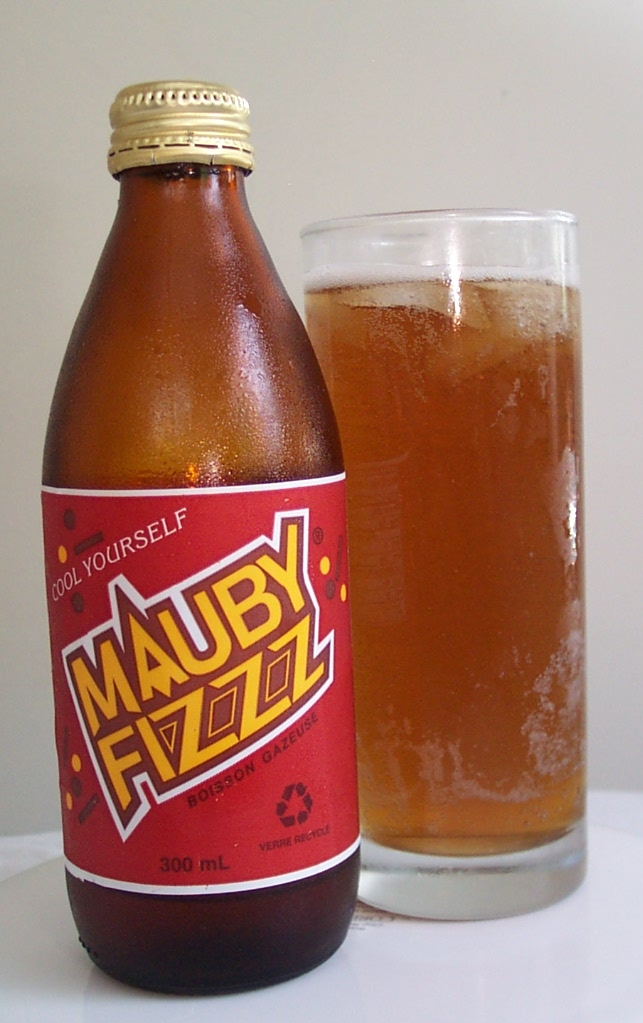
Mauby
Stag